# Glorious (Macklemore)
Glorious is een nummer van de Amerikaanse rapper Macklemore en de Amerikaanse zangeres Skylar Grey uit 2017. Het is de eerste single van Macklemore's tweede soloalbum Gemini.
In de Amerikaanse Billboard Hot 100 was "Glorious" met een 49e positie niet heel succesvol. In Europa deed het nummer het over het algemeen beter in de hitlijsten. In de Nederlandse Top 40 haalde het een bescheiden 31e positie, en in de Vlaamse Ultratop 50 haalde het de 22e positie.